# Alvare XV du Kongo
Alvare XV du Kongo portugais Álvaro XV Afonso et en Kikongo Noso Alvaro Nzingu est un roi titulaire du royaume du Kongo à São Salvador de 1915 à 1923.

## Contexte
Après la destitution de Manuel III Martins Kiditu en 1915 un comité de chefs, les représentants des églises et les conseillers élisent comme souverain titulaire Noso Alvaro Nzingu chef de Mpondani , membre déjà âgé de la lignée Kivuzi  qui avait obtenu ce titre de Pierre VI du Kongo et qui était resté neutre lors de la révolte. Il  devient alors Álvaro XV Afonso,  roi titulaire du Congo à São Salvador jusqu'à sa mort en 1923